# Hysteria – The Def Leppard Story
Hysteria - The Def Leppard Story é um filme biográfico de 2001, feito para a televisão, sobre a banda de hard rock/heavy metal britânica Def Leppard. O filme estreou em 18 de julho de 2001 e está disponível em DVD nos EUA.

## Sinopse
O filme gira em torno do começo da banda, em Sheffield, sua ascensão ao estrelato, o acidente de carro que causou a amputação do braço esquerdo do baterista Rick Allen, a batalha de Steve Clark contra o alcoolismo culminando em sua morte, e a produção de seu álbum mais bem sucedido até hoje, Hysteria. 

### Imprecisões históricas
A história não representa a realidade sobre o acidente com Allen. Rick e Miriam não tomaram nenhuma droga antes do ocorrido. Na verdade, eles estavam dirigindo em uma manhã ensolarada logo após o café da manhã. Rick estava mostrando para sua namorada, Miriam, a bela natureza em torno da cidade. Outros erros históricos no filme: a banda é mostrada trabalhando na canção "Pour Some Sugar on Me" antes de Robert John "Mutt" Lange retornar como produtor musical (na verdade, a canção foi a última canção gravada para o álbum Hysteria, em duas semanas); a audição de Rick Allen para a banda e sua participação no EP homônimo (ele não se juntou à banda até depois do registro, que foi gravado com Frank Noon tocando bateria); Phil Collen sendo descoberto pela banda em um show em que sua banda estava tocando (ele era realmente amigo dos membros do Def Leppard quando lhe pediram para participar); E Pete Willis sendo demitido por beber durante um show (ele foi realmente demitido durante as sessões de gravação do terceiro álbum da banda, Pyromania), entre outras imprecisões.

## Elenco
- Orlando Seale .......... Joe Elliott
- Tat Whalley ............ Rick Allen
- Karl Geary ............. Steve Clark
- Adam MacDonald ......... Rick Savage
- Esteban Powell ......... Phil Collen
- Nick Bagnall ........... Pete Willis
- Anthony Michael Hall ... Robert John "Mutt" Lange
- Dean McDermott ......... Peter Mensch
- Amber Valletta ......... Lorelei Shellist
- Brett Watson ........... Tony Kenning
- Priscilla Mouzakiotis .. Miriam Barendsen

## Trilha sonora
As seguintes faixas do Def Leppard são apresentadas no filme. Algumas canções incluem recém-adicionados vocais ou bateria (gravado por músicos de estúdio), mais notavelmente durante as cenas no estúdio de gravação. O filme também inclui uma versão inteiramente regravada de uma das canções mais antigas, "Getcha Rocks Off", que foi gravada sem envolvimento algum dos integrantes.
- "Rock of Ages"
- "Getcha Rocks Off"
- "Ride Into The Sun"
- "Hello America"
- "Bringin' On the Heartbreak"
- "Photograph"
- "Pour Some Sugar on Me"
- "Two Steps Behind"